# Jože Kuralt
Jože Kuralt, slovenski alpski smučar, * 28. november 1957, Škofja Loka, † 24. marec 1986, Špital ob Dravi, Avstrija.

## Življenjepis
Jože Kuralt je za Jugoslavijo nastopil na Zimskih olimpijskih igrah 1980 v Lake Placidu, kjer je nastopil v veleslalomu in slalomu ter na Zimskih olimpijskih igrah 1984 v Sarajevu, kjer je tekmoval samo v slalomu. V karieri se je petkrat uvrstil med najboljšo deseterico v veleslalomu, šestkrat v slalomu in enkrat v kombinaciji.
Marca 1986 je Jože Kuralt umrl v prometni nesreči v Špitalu (Avstrija).